# Karlova Studánka
Karlova Studánka este o arie protejată (arie specială de conservare — SAC, sit de importanță comunitară — SCI) din Republica Cehă întinsă pe o suprafață de 24,69 ha, integral pe uscat.

## Localizare
Centrul sitului Karlova Studánka este situat la coordonatele 50°04′15″N 17°18′16″E / 50.070833°N 17.304444°E.

## Înființare
Situl Karlova Studánka a fost declarat sit de importanță comunitară în aprilie 2005 pentru a proteja 1 specie de animale. Situl a fost protejat și ca arie specială de conservare în iulie 2012.

## Biodiversitate
Situată în ecoregiunea continentală, aria protejată nu include niciun habitat protejat.
La baza desemnării sitului se află o specie protejată de  amfibieni: Triturus montandoni.